# Смит, Дэвид (скульптор)
Дэвид Роланд Смит (англ. David Roland Smith; 6 марта 1906, Декейтер, Индиана — 23 мая 1965, Беннингтон, Вермонт) — американский художник, известный своими большими абстрактными геометрическими скульптурами из стали, представитель абстрактного экспрессионизма.

## Жизнь и творчество
Крупнейший представитель абстрактного экспрессионизма, работавший в области скульптуры. Свои произведения создавал из металла. Первый опыт в обращении и изготовлении металлических изделий получил ещё будучи студентом, в 1925 году, подрабатывая сварщиком на заводе «Студебеккер» в городке Сауз Бенд, в Индиане. В 1926 году Дэвид Смит переезжает в Нью-Йорк, где с 1927 по 1932 год учится живописи и рисунку при Художественной студенческой лиге. Знакомство же с европейской скульптурой авангардистского направления у него состоялось при посредничестве русского эмигранта Джона Д. Грэхема, сыгравшего видную роль в популяризации европейского искусства в среде художников, работавших в стиле абстрактного экспрессионизма.
Под впечатлением от металлических работ Пабло Пикассо и Хулио Гонсалеса Дэвид Смит создаёт в 1933 году свою первую скульптуру из сварного металла. Одно из металлообрабатывающих предприятий в Бруклине предоставило скульптору помещение, инструменты и материал для работы, а в 1940 году он переезжает в местечко Болтон Ландинг, штат Нью-Йорк, где по собственному проекту строит мастерскую.
С начала 30-х годов и по 50-е годы XX столетия художник испытывал материальные затруднения, сумев продать лишь немногие свои работы. Признание и коммерческий успех пришли к нему лишь в начале 50-х годов вместе со стипендией фонда Гуггенхайма. Всего за свою жизнь мастер создал более 700 скульптур.
В феврале 1965 года президент Линдон Б. Джонсон приглашает Дэвида Смита в числе других известных художников в Национальный совет по вопросам искусств.
23 мая 1965 года художник погиб в автомобильной аварии в округе Беннингтон в штате Вермонт.